# Station Acklington
Acklington is een station van National Rail aan de East Coast Main Line in Alnwick in Engeland. Het station is eigendom van Network Rail en wordt beheerd door Northern Rail. 